# Філіп Дік
Філі́п Кіндред Дік (англ. Philip K. Dick; 16 грудня 1928, Чикаго штат Іллінойс, США — 2 березня 1982, Санта-Ана, штат Каліфорнія, США) — американський письменник, філософ, есеїст, переважна більшість робіт якого належить до жанру наукової фантастики. У своїх творах Дік досліджував питання соціології, політики і метафізики. У його романах йдеться про монополістичні корпорації, авторитарні уряди, та альтернативні світи. У пізніших роботах порушуються питання релігії.

## Життєпис
Народився 16 грудня 1928 в Чикаго. Відучився семестр в університеті Берклі (Каліфорнія), після чого кинув навчання і якийсь час працював у магазині грамплатівок. Вів передачу на радіо. Емоційний стан Діка часто змінювався. Смерть його сестри-близнючки через 41 день після народження — одна з багатьох травм, з якими зіткнувся письменник. Він кілька разів невдало одружувався, призвичаївся до наркотиків. Періоди плідної роботи часто переходили в періоди глибокого застою. Більшу частину життя провів у Південній Каліфорнії. Був учасником різних громадських організацій, від «Інституту захисту тварин» до «Письменники-фантасти Америки». Автор понад 30 романів і 110 оповідань.
У світі наукової фантастики ім'я Діка з'явилося на початку 1950-х. Перша публікація — «Подорож уаба» (англ. Beyond Lies the Wub, 1952). Він писав оповідання для фантастичних журналів, розробляв свій власний унікальний стиль, який відрізнявся від стилю інших фантастів того часу.
1955 року опубліковано його перший роман «Сонячна лотерея» (англ. Solar Lottery). 1950-ті й ранні 1960-ті були дуже продуктивним періодом для Філіпа Діка. Він завоював вищу нагороду у світі наукової фантастики в 1963-му за роман «Людина у високому замку» (англ. The Man in the High Castle, 1962). У другій половині 1960-х і 1970-х років написав кілька найвідоміших творів — «Чи мріють андроїди про електричних овець?» (англ. Do Androids Dream of Electric Sheep?, 1968), «Лийтеся, сльози, сказав полісмен» (англ. Flow My Tears, the Policeman Said, 1974), «Спогади оптом» (англ. We Can Remember It for You Wholesale, 1966) та інші.
Помер у 1982 році в Санта-Ані, Каліфорнія.
Окрім фантастичних творів, також є автором понад 10 реалістичних романів, більшість із яких опубліковані посмертно.

## Творчий доробок
44 романи, 121 оповідання та 14 збірок оповідань, надрукованих за життя автора.

### Романи

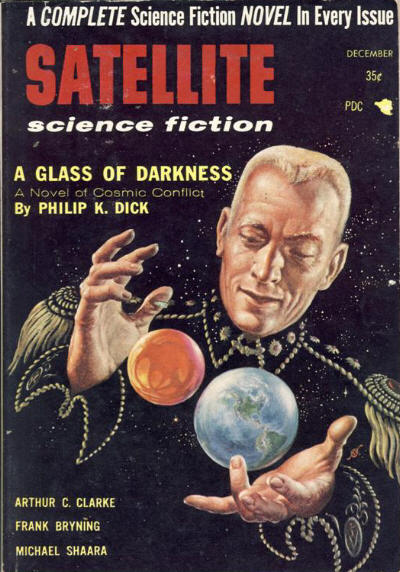
Роман Філіпа Діка Космічні ляльки спочатку з'явився у грудні 1956 року в журналі Супутник наукової фантастики під назвою «Склянка темряви»

| Рік написання | Назва                                                          | Назва мовою оригіналу                              | Публікація | Публікація українською                                     | Примітки |
| ------------- | -------------------------------------------------------------- | -------------------------------------------------- | ---------- | ---------------------------------------------------------- | --- |
| 1950          | Зберіться разом                                                | Gather Yourselves Together                         | 1994       |                                                            | |
| 1952          | Голоси вулиць                                                  | Voices from the Street                             | 2007       |                                                            | |
| 1953          | Молот Вулкана                                                  | Vulcan's Hammer                                    | 1960       |                                                            | + |
| 1953          | Лікар Майбутнє                                                 | Dr. Futurity                                       | 1960       |                                                            | + |
| 1953          | Космічні ляльки                                                | The Cosmic Puppets                                 | 1957       |                                                            | * |
| 1954          | Сонячна лотерея                                                | Solar Lottery                                      | 1955       |                                                            | * |
| 1954          | Мері та велетень                                               | Mary and the Giant                                 | 1987       |                                                            | * |
| 1954          | Світ, що створив Джонс                                         | The World Jones Made                               | 1956       |                                                            | |
| 1955          | Око в небі                                                     | Eye in the Sky                                     | 1957       |                                                            | |
| 1955          | Чоловік, що пожартував                                         | The Man Who Japed                                  | 1956       |                                                            | |
| 1956          | Час Джорджа Ставроса                                           | A Time for George Stavros                          |            |                                                            | Рукопис втрачено |
| 1956          | Пілігрим на пагорбі                                            | Pilgrim on the Hill                                |            |                                                            | Рукопис втрачено |
| 1956          | Розбита булька                                                 | The Broken Bubble                                  | 1988       |                                                            | |
| 1957          | Тиняння у Малій Землі                                          | Puttering About in a Small Land                    | 1985       |                                                            | |
| 1958          | Ніколас та Гіґс                                                | Nicholas and the Higs                              |            |                                                            | Рукопис втрачено |
| 1958          | Звихнутий час                                                  | Time Out of Joint                                  | 1959       |                                                            | |
| 1958          | На території Мілтона Ламкі                                     | In Milton Lumky Territory                          | 1985       |                                                            | |
| 1959          | Зізнання гівняного митця                                       | Confessions of a Crap Artist                       | 1975       |                                                            | |
| 1960          | Чоловік з точнісінько однаковими зубами                        | The Man Whose Teeth Were All Exactly Alike         | 1984       |                                                            | |
| 1960          | Гампті Дампті в Окленді                                        | Humpty Dumpty in Oakland                           | 1986       |                                                            | |
| 1961          | Людина у високому замку                                        | The Man in the High Castle                         | 1962       | Людина у високому замку, 2017 (Komubook)                   | Переможець Нагороди Г'юґо, 1963; LOA1 |
| 1962          | Ми можемо вас збудувати                                        | We Can Build You                                   | 1972       |                                                            | |
| 1962          | Марсіанський зсув часу                                         | Martian Time-Slip                                  | 1964       |                                                            | LOA2 |
| 1963          | Доктор Кривавогріш, або Як ми знайшли спільну мову після бомби | Dr. Bloodmoney, or How We Got Along After the Bomb | 1965       |                                                            | Номінант на премію «Неб'юла», 1965; LOA2 |
| 1963          | Гравці Титану                                                  | The Game-Players of Titan                          | 1963       |                                                            | |
| 1963          | Симулякр                                                       | The Simulacra                                      | 1964       |                                                            | |
| 1963          | Тріщина у просторі                                             | The Crack in Space                                 | 1966       |                                                            | Як Cantata-140 (1966) |
| 1963          | А тепер зачекайте до минулого року                             | Now Wait for Last Year                             | 1966       |                                                            | LOA2 |
| 1964          | Клани Альфанського місяця                                      | Clans of the Alphane Moon                          | 1964       |                                                            | |
| 1964          | Три стигмати Палмера Елдритча                                  | The Three Stigmata of Palmer Eldritch              | 1965       |                                                            | Номінант на премію «Неб'юла», 1965; LOA1 |
| 1964          | Рушниця Зеп                                                    | The Zap Gun                                        | 1967       |                                                            | |
| 1964          | Передостання правда                                            | The Penultimate Truth                              | 1964       |                                                            | |
| 1964          | Deus Irae                                                      | Deus Irae                                          | 1976       |                                                            | Разом із Роджером Желязни*+ |
| 1964          | Нетелепортований чоловік                                       | The Unteleported Man                               | 1966       |                                                            | Як Lies, Inc. (1984)*+ |
| 1965          | Захоплення Ганімеда                                            | The Ganymede Takeover                              | 1967       |                                                            | Разом із Реєм Нельсоном* |
| 1965          | Проти-годинниковий світ                                        | Counter-Clock World                                | 1967       |                                                            | + |
| 1966          | Чи мріють андроїди про електричних овець?                      | Do Androids Dream of Electric Sheep?               | 1968       | Чи мріють андроїди про електричних овець?, 2016 (Komubook) | Номінант Нагороди Небули, 1968; LOA1 |
| 1966          | Нік та Ґліммунґ                                                | Nick and the Glimmung                              | 1988       |                                                            | for children |
| 1966          | Убік                                                           | Ubik                                               | 1969       | Убік, 2018 (Komubook)                                      | LOA1 |
| 1968          | Галактичний фітотерапевт                                       | Galactic Pot-Healer                                | 1969       |                                                            | |
| 1968          | Лабіринт смерті                                                | A Maze of Death                                    | 1970       |                                                            | LOA3 |
| 1969          | Наші друзі з Фролікса 8                                        | Our Friends from Frolix 8                          | 1970       |                                                            | |
| 1970          | Лийтеся, сльози, сказав полісмен                               | Flow My Tears, the Policeman Said                  | 1974       | Лийтеся, сльози, сказав полісмен, 2019 (Komubook)          | Номінант Нагороди Неб'юли, 1974; Переможець Меморіальної премії Джона В. Кембелла, 1975; Номінант Нагороди Г'юґо, 1975; Номінант на премію «Локус», 1975; LOA2* |
| 1973          | Сканування втемну                                              | A Scanner Darkly                                   | 1977       | Затьмарення, 2016 (Komubook)                               | Нагорода Британської Фантастики переможець, 1978 ; Номінант Нагороди Джона В. Кембела 1978; LOA2*                                                               |
| 1976          | Радіо "Вільний Альбемас"                                       | Radio Free Albemuth                                | 1985       |                                                            | |
| 1978          | ВАЛІС                                                          | VALIS                                              | 1981       | Валіс, 2020 (Komubook)                                     | LOA3 |
| 1980          | Божественна навала                                             | The Divine Invasion                                | 1981       |                                                            | Номінант Нагороди Британської Фантастики, 1982; LOA3 |
| 1981          | Трансміграція Тімоті Арчера                                    | The Transmigration of Timothy Archer               | 1982       |                                                            | Номінант Нагороди Небули, 1982; Номінант Нагороди Локуса, 1983; LOA3                                                                                            |
| 1982          | Сова у денному світлі                                          | The Owl in Daylight                                | 1985       |                                                            | Незавершений та виданий після смерті |

### Коротка проза
- Стабільність (англ. Stability) (1947)
- Ошуканець (англ. Impostor) (1953)
- Безмежжя (англ. The Infinites) (1953)
- Звіт меншості (англ. The Minority Report) (1956)
- Віра наших батьків (англ. Faith of Our Fathers) (1967)

### Збірки та зібрання короткої прози
- Зібрана коротка проза Філіпа К. Діка (англ. The Collected Stories of Philip K. Dick) (1987)

## Переклади українською

### Есеї
- Філіп К. Дік. Як збудувати всесвіт, що не розлетиться на шматки через два дні. Переклад з англійської Павло Швед. — komubook.com.ua, 2015[10].

### Романи
- Філіп К. Дік. Затьмарення. Переклад з англійської Гєник Бєляков. — Київ: Комубук, 2016. — 336 с. ISBN 978-966974901-7
- Філіп К. Дік. Чи мріють андроїди про електричних овець?. Переклад з англійської Тараса Бойка. — Київ: Комубук, 2016. — 272 с. ISBN 978-966-97490-6-2[24]
- Філіп К. Дік. Людина у високому замку. Переклад з англійської: Ірина Серебрякова; дизайн обкладинки: Варвара Перекрест. — Київ: Комубук, 2017. — 320 с. ISBN 978-617-7438-02-0
- Філіп К. Дік. Убік. Переклад з англійської Ірина Гаврилюк. — Київ: Комубук, 2018. — 304 с. ISBN 978-617-7438-08-2
- Філіп К. Дік. Лийтеся, сльози, сказав полісмен / Переклад з англійської: Гєник Бєляков. — Київ: Комубук, 2019. — 300 с. ISBN 978-617-7438-14-3
- Філіп К. Дік. ВАЛІС. Переклад з англійської Павла Шведа. — Київ: Комубук, 2020 — 360 с.
- Філіп К. Дік. Три стигмати Палмера Елдритча. Переклад з англійської Гєника Бєлякова. — Київ: Комубук, 2021. — 320 с.
- Філіп К. Дік. А тепер зачекайте до минулого року / Переклад з англ. Павла Шведа — Київ: Комубук, 2023. — 336 с. ISBN 978-617-7438-44-0
- Філіп К. Дік. Звихнутий час / Переклад з англ. Юлії Галети — Київ: Комубук, 2022. (анонсовано видавництвом)

### Коротка проза
- Філіп К. Дік. Повне зібрання короткої прози (у чотирьох томах). Переклад з англійської: Віталій Корсун, Ігор Гарнік, Єгор Поляков. Київ: Видавництво Жупанського, 2019.
  - Том 1. Переклад з англійської: Віталій Корсун, Ігор Гарнік, Єгор Поляков. Київ: Видавництво Жупанського, 2019. — 600 с. ISBN 978-617-7585-07-6 (29 творів)
  - Том 2. Переклад з англійської: Ігор Гарнік, Єгор Поляков. Київ: Видавництво Жупанського, 2023. — 592 с. ISBN 978-617-7585-69-4 (35 творів)
  - Том 3. Переклад з англійської: Єгор Поляков, Ганна Гнедкова. Київ: Видавництво Жупанського, 2023. — 592 с. ISBN 978-617-7585-85-4 (23 твори)
  - Том 4. Переклад з англійської: ???. Київ: Видавництво Жупанського, ???. — ??? с. ISBN ???

## Екранізації творів
- «Той, хто біжить по лезу» (Blade Runner, 1982), за романом «Чи мріють андроїди про електричних овець?»
- «Пригадати все» (Total Recall, 1990), за оповіданням «Спогади оптом» (We Can Remember It for You Wholesale)
- «Сповідь гівняного митця» (Confessions d'un Barjo / Barjo, 1992), за романом Confessions of a Crap Artist
- «Крикуни» (Screamers, 1995), за короткою повістю «Друга модель» (Second Variety)
- «Ошуканець» (Impostor, 2001), за оповіданням «Самозванець» (Impostor)
- «Особлива думка» («Minority Report», 2002), за однойменним оповіданням
- «Природниче місто» (Natural City, 2003) Неофіційний римейк фільму «Той, хто біжить по лезу» (Blade Runner, 1982)
- «Платіжний чек» (Paycheck, 2003), за однойменним оповіданням (Paycheck)
- «Сканування втемну» («A Scanner Darkly», 2006), за однойменним романом, фільм Річарда Лінклейтера.
- «Наступний» (Next, 2007), вільна екранізація короткої повісті «Золота людина» (The Golden Man)
- «Вільне радіо „Альбемас“» (Radio Free Albemuth, 2010), за однойменним романом, фільм Джона Саймона.
- «Змінюючи реальність» (The Adjustment Bureau, 2011), за оповіданням «Бригада налаштування»[25][26] (англ. Adjustment Team).
- «Згадати все» (Total Recall, 2012), римейк фільму 1990 року.
- «Людина у високому замку» (The Man in the High Castle, 2015–), телесеріал за однойменним романом
- «Електричні сни Філіпа К. Діка» (Philip K. Dick's Electric Dreams, 2017–) — телевізійний серіал-антологія, оснований на оповіданнях Філіпа К. Діка.
- «Убік» (Ubik) Очікуваний фільм за однойменним романом Діка (Убік).

## Нагороди та премії
- 1963 — Г'юґо за роман «Людина у Високому Замку» (The Man in the High Castle), 1962.
- 1967 — Премія Британської науково-фантастичної асоціації (British Science Fiction Award) за роман «Три стигмати Палмера Елдріча» (The Three Stigmata of Palmer Eldritch).
- 1975 — Меморіальна премія імені Джона Кемпбелла «Лийтеся, сльози, сказав полісмен» (англ. Flow My Tears, The Policeman Said).
- 1979 — Премія Британської науково-фантастичної асоціації за роман «Затьмарення» (A Scanner Darkly).

## Меморіальна премія імені Філіпа К. Діка
Меморіальна премія імені Філіпа К. Діка (англ. Philip K. Dick Memorial Award) — літературна премія за найкращий фантастичний роман, що виданий на території США у м'якій обкладинці протягом календарного року. Її присуджують щорічно з 1983 року на Норвесконі (Norwescon), конвенті, який проводить в штаті Вашингтон «Північно-західне товариство наукової фантастики». Премію спонсорує «Філадельфійське товариство наукової фантастики» і (з 2005 року) підтримує трастовий фонд Філіпа Кіндреда Діка. Премію названо на честь відомого автора наукової фантастики і фентезі Філіпа Кіндреда Діка.
Премію заснував Томас Діш після смерті Філіпа Кіндреда Діка.